# Силадьи, Эте
Э́те Сила́дьи (венг. Szilágyi Ete; 31 мая 1844, Орадя — 16 апреля 1894, Клаузенбург) — венгерский офтальмолог. Младший брат венгерского политика Дежё Силадьи.

## Биография
Эте Силадьи — сын адвоката Лайоша Силадьи. Получил аттестат зрелости в 1862 году, изучал медицину в Венском университете. В 1868 году защитил докторскую диссертацию. Продолжил обучение у Карла Штельвага фон Кариона, затем в течение двух лет стажировался в хирургической клинике в Будапеште. В 1874 году получил звание доцента, в 1875 году — профессора офтальмологии в Клаузенбургском университете. Эте Силадьи часто публиковался в специализированных изданиях Австро-Венгрии. Он занимался в частности аномалиями рефракции, теорией компенсации близорукости, вопросами применения офтальмоскопа и блефаропластикой. Страдал зависимостью от морфия, известен тем, что консультировал пациентов бесплатно и всячески избегал контактов с общественностью и карьерного роста во избежание обвинений в использовании протекции старшего брата-политика.